# The Gray Man
The Gray Man é um filme de ação e suspense americano dirigido por Anthony e Joe Russo, a partir de um roteiro que este último coescreveu com Christopher Markus e Stephen McFeely, baseado no romance de 2009 de mesmo nome do autor Mark Greaney. O filme é estrelado por Ryan Gosling, Chris Evans, Dhanush, Ana de Armas, Jessica Henwick, Regé-Jean Page, Wagner Moura, Julia Butters, Alfre Woodard e Billy Bob Thornton. Produzido pela empresa dos irmãos Russo, AGBO, o filme espera iniciar uma franquia baseada nos romances do The Gray Man de Greaney.
The Gray Man teve um lançamento limitado nos cinemas em 15 de Julho de 2022, seguido por seu lançamento na Netflix em 22 de Julho de 2022. Com um orçamento de produção de US$ 200 milhões, é o filme mais caro feito pela Netflix até hoje.

## Sinopse
Quando o mercenário mais habilidoso da CIA conhecido como Court Gentry (Ryan Gosling), também conhecido como Sierra Six, acidentalmente descobre segredos obscuros da agência, ele se torna o alvo principal e é caçado em todo o mundo pelo ex-colega psicopata Lloyd Hansen (Chris Evans) e assassinos internacionais.

## Elenco
- Ryan Gosling como Court Gentry / Sierra Six: Um mercenário de operações negras da CIA que é forçado a fugir depois de descobrir segredos incriminadores sobre a agência.
- Chris Evans como Lloyd Hansen: Um ex-colega psicopata de Gentry que lidera a caçada para capturá-lo.
- Dhanush como Avik San[3]
- Ana de Armas como Dani Miranda[4]
- Wagner Moura como Laszlo Sosa
- Jessica Henwick como Suzanne Brewer
- Regé-Jean Page como Denny Carmichael
- Julia Butters como Claire Fitzroy
- Alfre Woodard como Margaret Cahill
- Billy Bob Thornton como Donald Fitzroy
- Callan Mulvey
- Eme Ikwuakor como Sr. Felix
- Scott Haze
- Michael Gandolfini
- Sam Lerner
- Robert Kazinsky como Perini
- DeObia Oparei

## Produção

### Desenvolvimento
O projeto foi criado pela primeira vez em New Regency, com James Gray definido para dirigir um roteiro escrito por Adam Cozad em Janeiro de 2011. Brad Pitt foi inicialmente escalado para estrelar, mas em Outubro de 2015 ele e Gray não estavam mais envolvidos com o filme. Charlize Theron entrou em negociações para estrelar uma versão de gênero do filme na Sony Pictures, com Anthony e Joe Russo escrevendo o roteiro.

### Montagem de elenco
Nenhum desenvolvimento adicional foi anunciado até Julho de 2020, quando os Irmãos Russo foram anunciados para dirigir o filme, a partir de um roteiro de Joe Russo, Christopher Markus e Stephen McFeely, com material adicional escrito por Anna Gregory, Charles Leavitt, Rhett Reese, Joe Schrapnel, e Paul Wernick, para a Netflix, com a intenção de gerar uma franquia. Ryan Gosling e Chris Evans foram escalados para estrelar o filme. Em dezembro, Dhanush, Ana de Armas, Jessica Henwick, Wagner Moura e Julia Butters foram adicionados ao elenco. Regé-Jean Page, Billy Bob Thornton, Alfre Woodard, Eme Ikwuakor e Scott Haze se juntaram ao elenco em Março de 2021. Um artigo de Abril sobre filmagens em Praga incluiu Michael Gandolfini no elenco. Em Maio de 2021, DeObia Oparei se juntou ao elenco do filme.

### Filmagens
As filmagens deveriam começar em 18 de Janeiro de 2021, em Long Beach, Califórnia, mas foram adiadas para 1º de Março. Page terminou seu papel no primeiro mês de filmagem. Foi filmado na Europa na primavera, com locações incluindo Praga, República Tcheca e o Château de Chantilly na França. As filmagens em Praga ocorreram a partir de 27 de Junho de 2021. As filmagens terminaram em 31 de Julho de 2021.

## Lançamento
The Gray Man está programado para um lançamento limitado nos cinemas em 15 de Julho de 2022, seguido por seu lançamento na Netflix em 22 de Julho.